# Olewin (gmina)
Olewin (do 1953 Starzenice) – dawna gmina wiejska istniejąca w latach 1953–1954 w woj. łódzkim. Siedzibą gminy był Olewin. 
Gmina Olewin powstała 21 września 1953 roku w województwie łódzkim, w powiecie wieluńskim, w związku z przemianowaniem gminy Starzenice na Olewin. Gmina została zniesiona 29 września 1954 roku wraz z reformą wprowadzającą gromady w miejsce gmin. 
Jednostki nie przywrócono 1 stycznia 1973 roku po reaktywowaniu gmin (obszar dawnej gminy wszedł w skład nowych gmin Wieluń i Wierzchlas).